# Catul Bogdan
Catul Bogdan ou Catulle Bogdan, né le 25 janvier 1897 à Colmar et mort le 5 février 1978 à Bucarest, est un artiste peintre roumain. 

## Biographie
Catul Bogdan est né en 1897 à Colmar.
De 1915 à 1916 il étudie à la Școala Superioară de Arhitectură din București.
Il expose des paysages et des natures mortes au Salon d'Automne de 1922 et au Salon de la Société en 1923.
Il meurt en 1978 à Bucarest.